# Värmlänningarna (1932)
Värmlänningarna är en svensk dramafilm från 1932, regisserad av Gustaf Edgren.

## Om filmen
Filmen premiärvisades 10 oktober 1932. Som förlaga till filmen har man Fredrik August Dahlgrens pjäs Wermlenningarne.
Annalisa Ericsons sångröst dubbades av operasångerskan Helga Görlin som sjöng från sin egen mikrofon. När det var fråga om en duett mellan Anna och Erik måste Ericson hålla absolut tyst trots att hon måste ge sken av att sjunga för hon stod alldeles intill sin öppna mikrofon. 
Edgren flyttade delar av handlingen från midsommar till vinterhalvåret. Ytterligare fyra filminspelningar och två TV-inspelningar har gjorts av folklustspelet Wermlenningarne under 1900-talet sedan 1910.
Vinterscenerna spelades in utanför Helsingfors medan sommarscenerna spelades in utanför Arvika. 
Annalisa Ericson fick 1 500 kronor för sin roll som Anna.

## Rollista
- Mathias Taube - Stor-Sven Ersson i Hult, nämndeman
- Hilda Borgström - Lisa, hans hustru
- Gösta Kjellertz - Erik Svensson, deras son
- Ivan Hedqvist - Jan Hansson, torpare
- Emmy Albiin - Annika, hans hustru
- Annalisa Ericson - Anna, deras dotter
- Nils Lundell - Anders, dräng hos Jan Hansson
- Artur Cederborgh - Rik-Ola i Gyllby
- Linnéa Edgren - Brita, hans dotter
- Georg Blomstedt - Nils Jonsson, kallad Löpar-Nisse
- Axel Kling - Per, i tjänst på Hult
- Edit Ernholm - Stina, i tjänst på Hult

## Musik i filmen
- Värmlandssången (I Värmland ja, där vill jag bygga och bo), text Fredrek på Rannsätt, sång Gösta Kjellertz
- Var hälsad, sköna morgonstund (Wie schön leuchtet der Morgenstern), kompositör Philipp Nicolai, svensk text Johan Olof Wallin
- I villande skogen jag vallar min hjord, kompositör Andreas Randel, text Fredrek på Rannsätt, sång Helga Görlin som dubbar Annalisa Ericson
- Därför är jag nu så glad, kompositör Andreas Randel, text Fredrek på Rannsätt, sång Gösta Kjellertz
- Och gossen gav sig ut, kompositör Andreas Randel, text Fredrek på Rannsätt, sång Nils Lundell
- Och jungfrun hon gångar åt blomsteräng, kompositör Andreas Randel, text Fredrek på Rannsätt, sång Helga Görlin som dubbar Annalisa Ericson
- Hej hoppsasa!, kompositör Andreas Randel, text Fredrek på Rannsätt, sång Nils Lundell
- Kaffetåren den bästa är, text Mauritz Cramær, instrumental.
- Per och Stina (Vad dä' ä' ljuvligt när sola skiner), text Ejnar Westling och Sölve Cederstrand, sång Axel Kling och Edit Ernholm
- Värmländsk fältjägarevisa (Värmlands glada jägargossar), text Sölve Cederstrand
- Ja, må han leva!
- Jössehäradspolska, musikbearbetning Andreas Randel, instrumental.
- Jänta å ja, text Fredrek på Rannsätt, instrumental.
- Skomakarevalsen, instrumental.
- Anders Perssons stuga, instrumental.
- Nu far jag bort så långt från dig, kompositör Andreas Randel, text Fredrek på Rannsätt, sång Gösta Kjellertz och Helga Görlin som dubbar Annalisa Ericson
- I ungdomens eviga stad, kompositör Jules Sylvain text S.S. Wilson
- Herre, signe du och råde, kompositör Johann Schop, text Jesper Swedberg
- Godnatt nu min väna lilja, kompositör Andreas Randel, text Fredrek på Rannsätt, sång Helga Görlin som dubbar Annalisa Ericson
- Nu haver jag tjänat, kompositör Andreas Randel, text Fredrek på Rannsätt
- Jag sjungit har i dagar, kompositör Andreas Randel, text Fredrek på Rannsätt, sång Helga Görlin som dubbar Annalisa Ericson
- Nu skål för Erik och skål för Anna, musikarrangör Andreas Randel, text Fredrek på Rannsätt, sång Yngwe Nyquist, Hugo Björne, Mathias Taube, Hilda Borgström, Axel Kling,  Edit Ernholm, Nils Lundell och Georg Blomstedt
- Den lille sover i skogen
- Jag sjunger och dansar, kompositör Andreas Randel, text Fredrek på Rannsätt
- När rönnen blommar, kompositör Wilhelm Peterson-Berger